# Pape (Ort)
Pape ist ein Dorf im äußersten Südwesten von Lettland und Kurland in der Gemeinde Rucava (deutsch Rutzau) im Bezirk Dienvidkurzeme.

## Geographie
Pape liegt zwischen der Ostseeküste und dem Pape-See am Papekanal. Ortsteile von Pape sind:
- Papes Priediengals im Norden (der Name deutet darauf hin, dass Priediengals als Abbau entstand)
- Papesciems in der Mitte des Dorfes
- Papes Ķoņi im Süden.

Die lokale Straße V1221 (Rucava–Pape) verbindet den Ort mit dem Kreiszentrum. Die Entfernung nach Rucava beträgt 9 km, nach Liepāja 52 km und nach Palanga in Litauen 39 km. Riga ist 270 km entfernt.
Das Dorf liegt im Naturschutzgebiet Pape. Seit 1966 befindet sich dort die ornithologische Station des Instituts für Biologie der Universität von Lettland, die sich mit der Erforschung der Vogelwanderung befasst.

## Geschichte
Pape wurde erstmals 1253 im Vertrag über die Aufteilung des Gebiets der Kuren als Papissen (auf Deutsch) und Popissen (auf Latein) erwähnt. 1840 hatte Pape 457 Einwohner.
Nach dem Ersten Weltkrieg war Pape mit mehr als 100 Häusern eines der größten Fischerdörfer in Kurland. Während der zweiten Besetzung Lettlands durch die Sowjetunion von 1944/1945 bis 1989/1990 (Lettische SSR) lag in der Nähe von Pape ein sowjetisches militärisches Übungsgelände, auf dem Kampfflugzeuge und Hubschrauber stationiert waren und zu dem auch eine bedeutende Raketenbasis gehörte.

## Sehenswürdigkeiten
Die Fischersiedlung Papes Ķoņi ist ein architektonisches Denkmal von nationaler Bedeutung, in der sich auch eine Zweigstelle des lettischen ethnografischen Freilichtmuseums befindet. Architekturdenkmäler sind außerdem die Gehöfte Agatnieki, Boži, Ezermaļi und Jūrkalni in Papes Priediengals sowie der Leuchtturm Pape.
Das Gut Papenhof (heute Ezerskola) am nordöstlichen Ufer des Pape-Sees in der Gemeinde Nīca war der Geburtsort des deutsch-baltischen Admirals Dmitri von Fölkersahm (1846–1905).

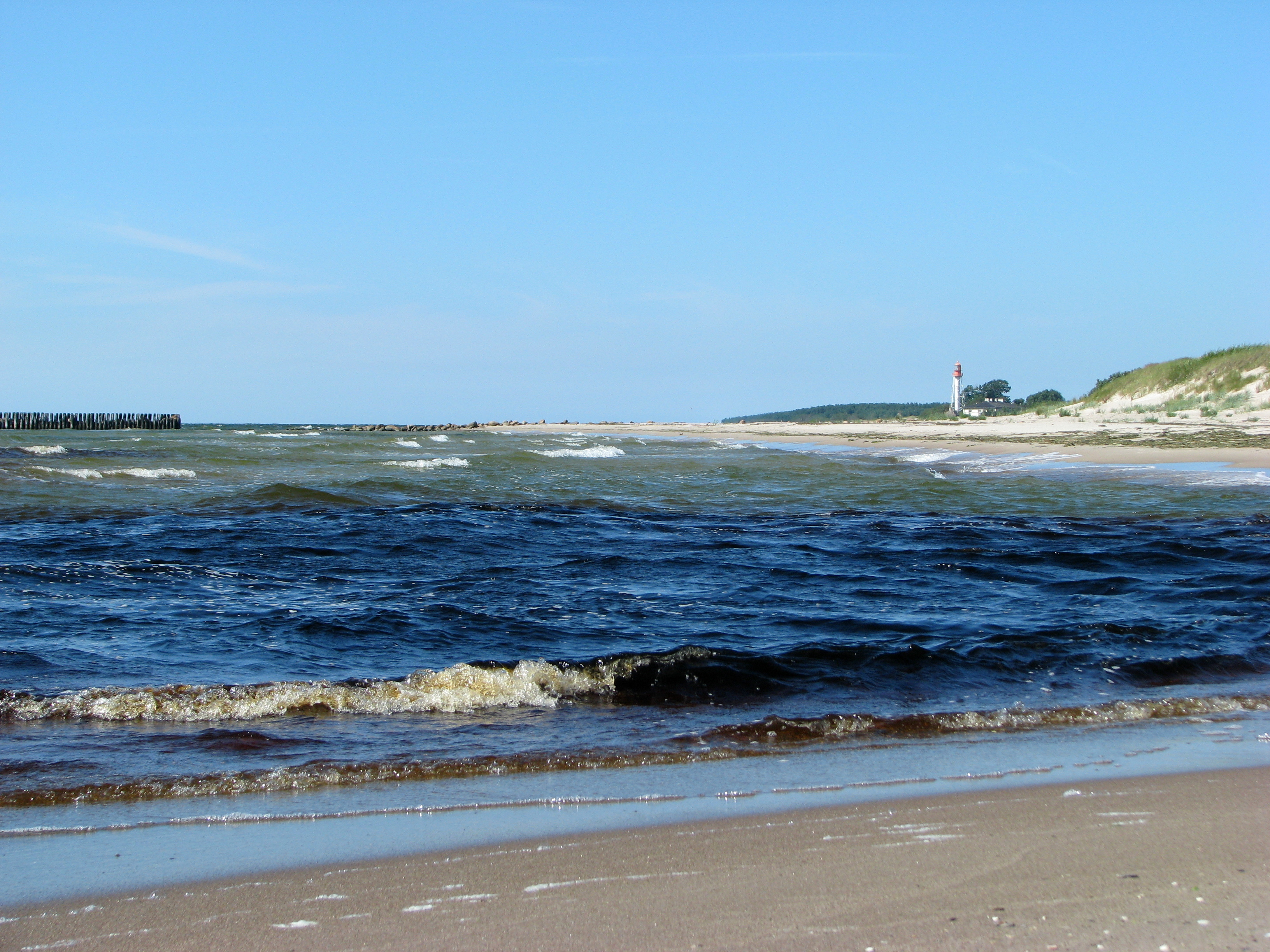
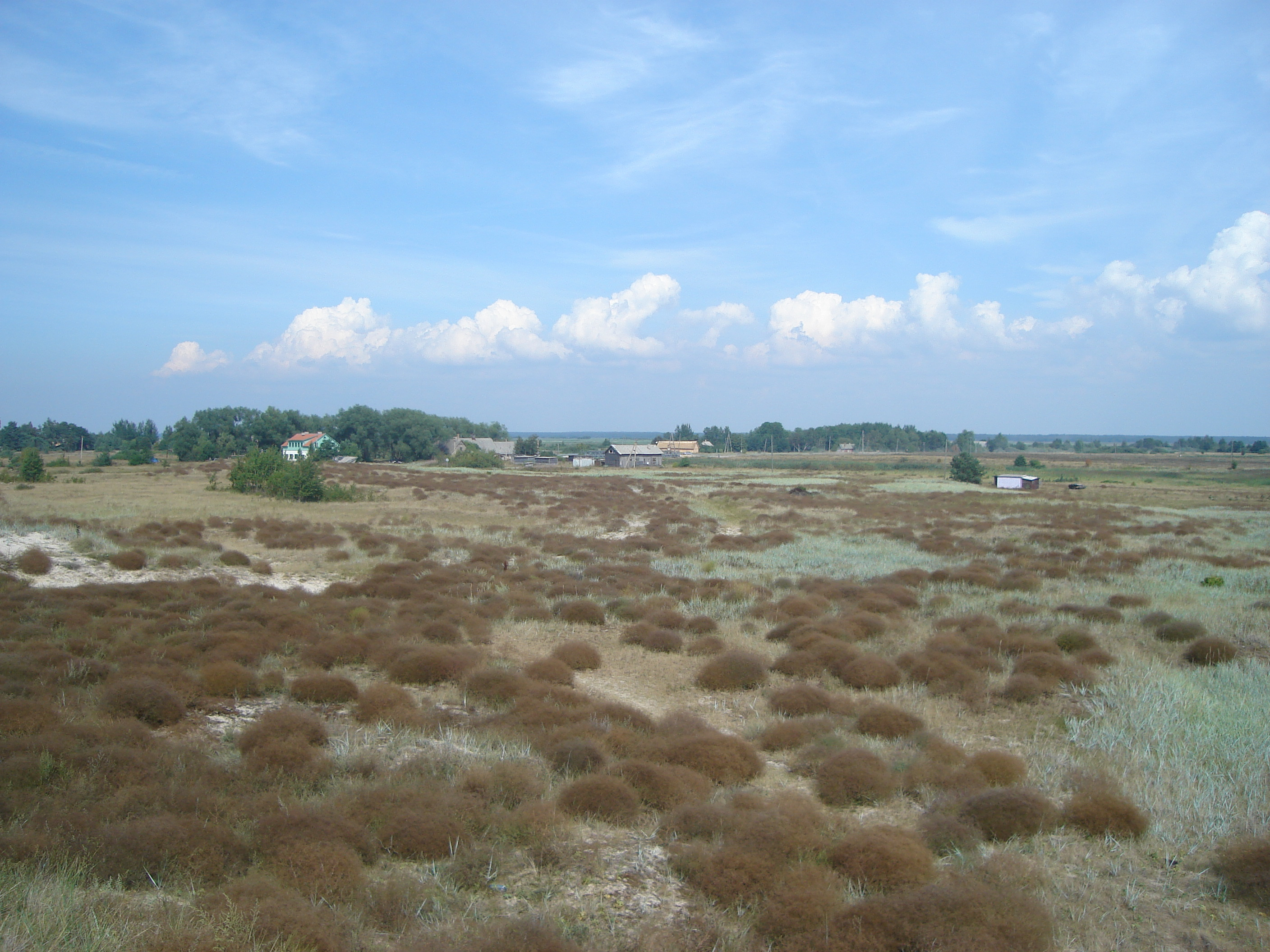
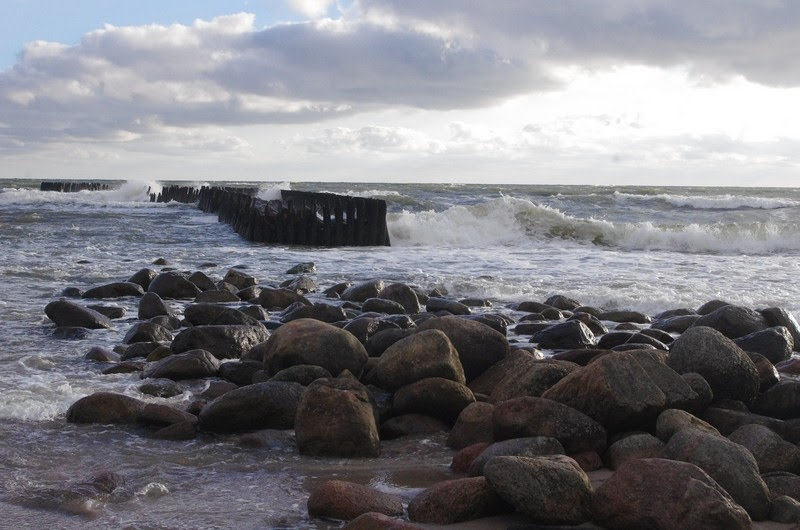